# OB I bajnokság
Országos Bajnokság I (svenska: nationella mästerskapet ; vanligtvis OB I) är Ungerns högstadivision i ishockey för herrar. Fyra av lagen spelar även i MOL Liga och ett lag (Alba Volán Székesfehérvár) i österrikiska ligan.
Efter grundandet av MOL Liga, återgick OB I till att enbart bestå av ungerska lag. Grundseriematcherna mellan ungerska lag i MOL Liga ingår också i ungerska ligan. De tre främst placerade lagen går till slutspel, där Alba Volán Székesfehérvár slår följe som fjärde lag.

## Mästare

### Ungerska mästare genom tiderna
| - 1936/1937: Budapesti Korcsolyázó Egylet - 1937/1938: Budapesti Korcsolyázó Egylet - 1938/1939: Budapesti Korcsolyázó Egylet - 1939/1940: Budapesti Korcsolyázó Egylet - 1940/1941: Budapesti Budai TE - 1941/1942: Budapesti Korcsolyázó Egylet - 1942/1943: Budapesti Budai TE - 1943/1944: Budapesti Korcsolyázó Egylet - 1944/1945: Inställt - 1945/1946: Budapesti Korcsolyázó Egylet - 1946/1947: Magyar Testgyakorlók Köre - 1947/1948: Magyar Testgyakorlók Köre - 1948/1949: Magyar Testgyakorlók Köre - 1949/1950: Meteor Mallerd - 1950/1951: Budapesti Kinizsi SK - 1951/1952: Budapesti Vörös Meteor - 1952/1953: Budapesti Postás - 1953/1954: Budapesti Postás - 1954/1955: Budapesti Kinizsi SK - 1955/1956: Budapesti Kinizsi SK - 1956/1957: Budapesti Vörös Meteor - 1957/1958: Újpesti Dózsa SC - 1958/1959: Budapesti Vörös Meteor - 1959/1960: Újpesti Dózsa SC - 1960/1961: Ferencvárosi TC | - 1961/1962: Ferencvárosi TC - 1962/1963: Budapesti Vörös Meteor - 1963/1964: Ferencvárosi TC - 1964/1965: Újpesti Dózsa SC - 1965/1966: Újpesti Dózsa SC - 1966/1967: Ferencvárosi TC - 1967/1968: Újpesti Dózsa SC - 1968/1969: Újpesti Dózsa SC - 1969/1970: Újpesti Dózsa SC - 1970/1971: Ferencvárosi TC - 1971/1972: Ferencvárosi TC - 1972/1973: Ferencvárosi TC - 1973/1974: Ferencvárosi TC - 1974/1975: Ferencvárosi TC - 1975/1976: Ferencvárosi TC - 1976/1977: Ferencvárosi TC - 1977/1978: Ferencvárosi TC - 1978/1979: Ferencvárosi TC - 1979/1980: Ferencvárosi TC - 1980/1981: Székesfehérvári Volán SC - 1981/1982: Újpesti Dózsa SC - 1982/1983: Újpesti Dózsa SC - 1983/1984: Ferencvárosi TC - 1984/1985: Újpesti Dózsa SC - 1985/1986: Újpesti Dózsa SC | - 1986/1987: Újpesti Dózsa SC - 1987/1988: Újpesti Dózsa SC - 1988/1989: Ferencvárosi TC - 1989/1990: Jászberényi Lehel HC - 1990/1991: Ferencvárosi TC - 1991/1992: Ferencvárosi TC - 1992/1993: Ferencvárosi TC - 1993/1994: Ferencvárosi TC - 1994/1995: Ferencvárosi TC - 1995/1996: Dunaferr SE - 1996/1997: Ferencvárosi TC - 1997/1998: Dunaferr SE - 1998/1999: Alba Volán-Riceland - 1999/2000: Dunaferr SE - 2000/2001: Alba Volán-FeVita - 2001/2002: Dunaferr SE - 2002/2003: Alba Volán-FeVita - 2003/2004: Alba Volán-FeVita - 2004/2005: Alba Volán-FeVita - 2005/2006: Alba Volán-FeVita - 2006/2007: Alba Volán-FeVita - 2007/2008: Alba Volán SC - 2008/2009: Alba Volán SC - 2009/2010: SAPA Fehérvár AV 19 - 2010/2011: SAPA Fehérvár AV 19 | - 2011/2012: SAPA Fehérvár AV 19 - 2012/2013: Dunaújvárosi Acélbikák |

### Antal titlar
| Klubb                        | Titlar | Segerår |
| ---------------------------- | ------ | --- |
| Ferencvárosi TC              | 25     | 1951, 1955, 1956, 1961, 1962, 1964, 1967, 1971, 1972, 1973, 1974, 1975, 1976, 1977, 1978, 1979, 1980, 1984, 1989, 1991, 1992, 1993, 1994, 1995, 1997 |
| Újpesti TE                   | 13     | 1958, 1960, 1965, 1966, 1968, 1969, 1970, 1982, 1983, 1985, 1986, 1987, 1988                                                                         |
| Alba Volán SC Székesfehérvár | 13     | 1981, 1999, 2001, 2003, 2004, 2005, 2006, 2007, 2008, 2009, 2010, 2011, 2012                                                                         |
| Budapesti Korcsolyázó Egylet | 7      | 1937, 1938, 1939, 1940, 1942, 1944, 1946 |
| Dunaferr SE                  | 5      | 1996, 1998, 2000, 2002, 2013 |
| Budapesti Vörös Meteor       | 4      | 1952, 1957, 1959, 1963 |
| Magyar Testgyakorlók Köre    | 3      | 1947, 1948, 1949 |
| Budapesti Budai TE           | 2      | 1941, 1943 |
| Budapesti Postás             | 2      | 1953, 1954 |
| Jászberényi Lehel HC         | 1      | 1990 |
| Meteor Mallerd               | 1      | 1950 |

### Fotnoter
1. ↑  MOL title in Romanian hands Arkiverad 4 juni 2011 hämtat från the Wayback Machine., IIHF 17 februari 2009